# Laurence Morotti
Laurence Morotti, né le 23 octobre 1993, est une joueuse de pétanque française. 

## Clubs
- ?-? : Oust-Marest (Somme)
- ?-? : Gamaches (Somme)
- ?-? : ASPTT Amiens (Somme)

## Palmarès[1],[2]

### Séniors

#### Championnats de France
Championne de France
- Tête à Tête 2014 : ASPTT Amiens
- Triplette Mixte 2023 avec (Thierry Fouillard et Alexis Pinault) : ASPTT Amiens[3]

#### Passion Pétanque Française (PPF)
Vainqueur
- Triplette 2021 (avec Caroline Bourriaud et Camille Durand)

Finaliste
- Tête à Tête 2019